# Anatol Herzfeld

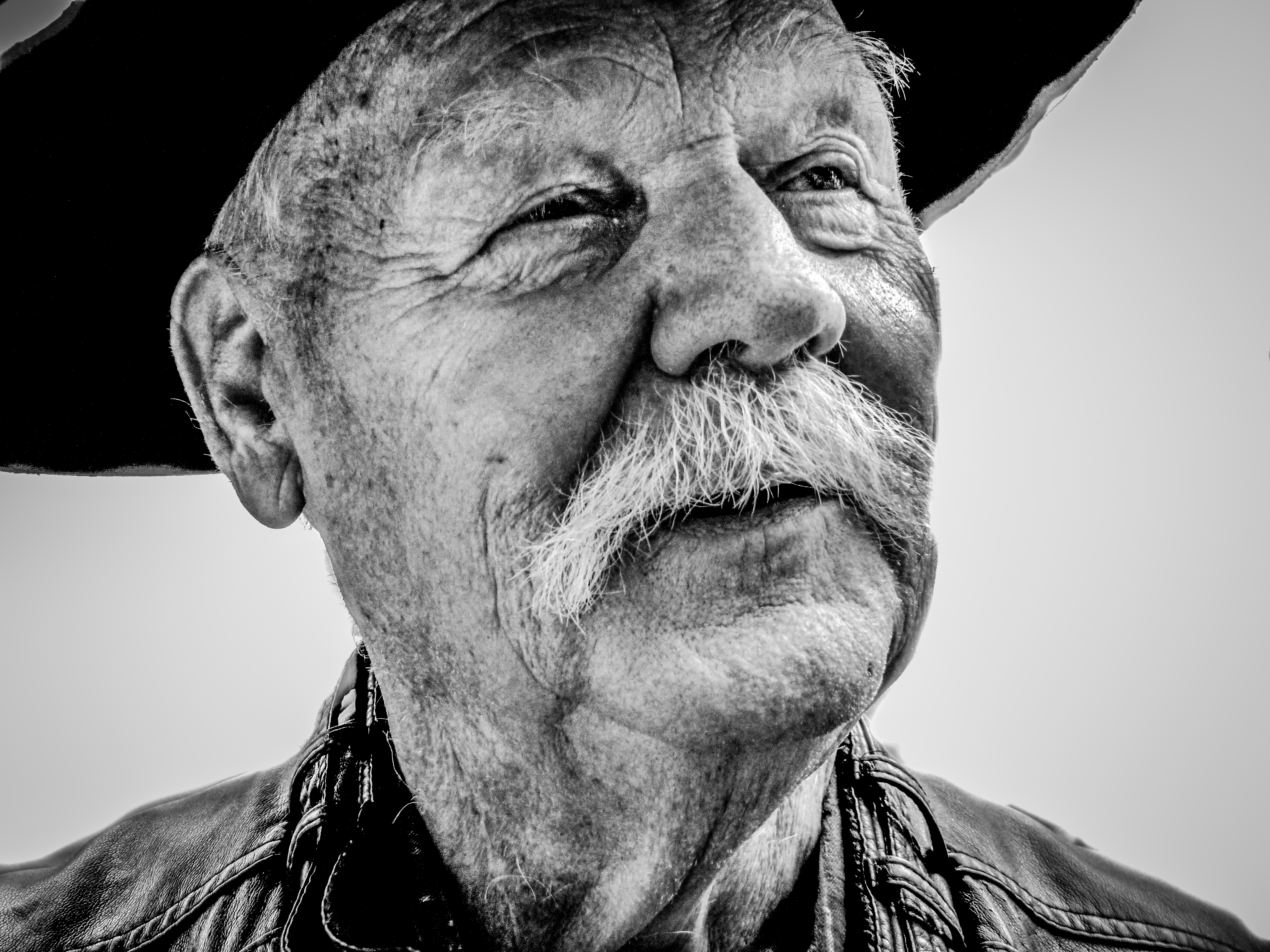
Anatol, 2014

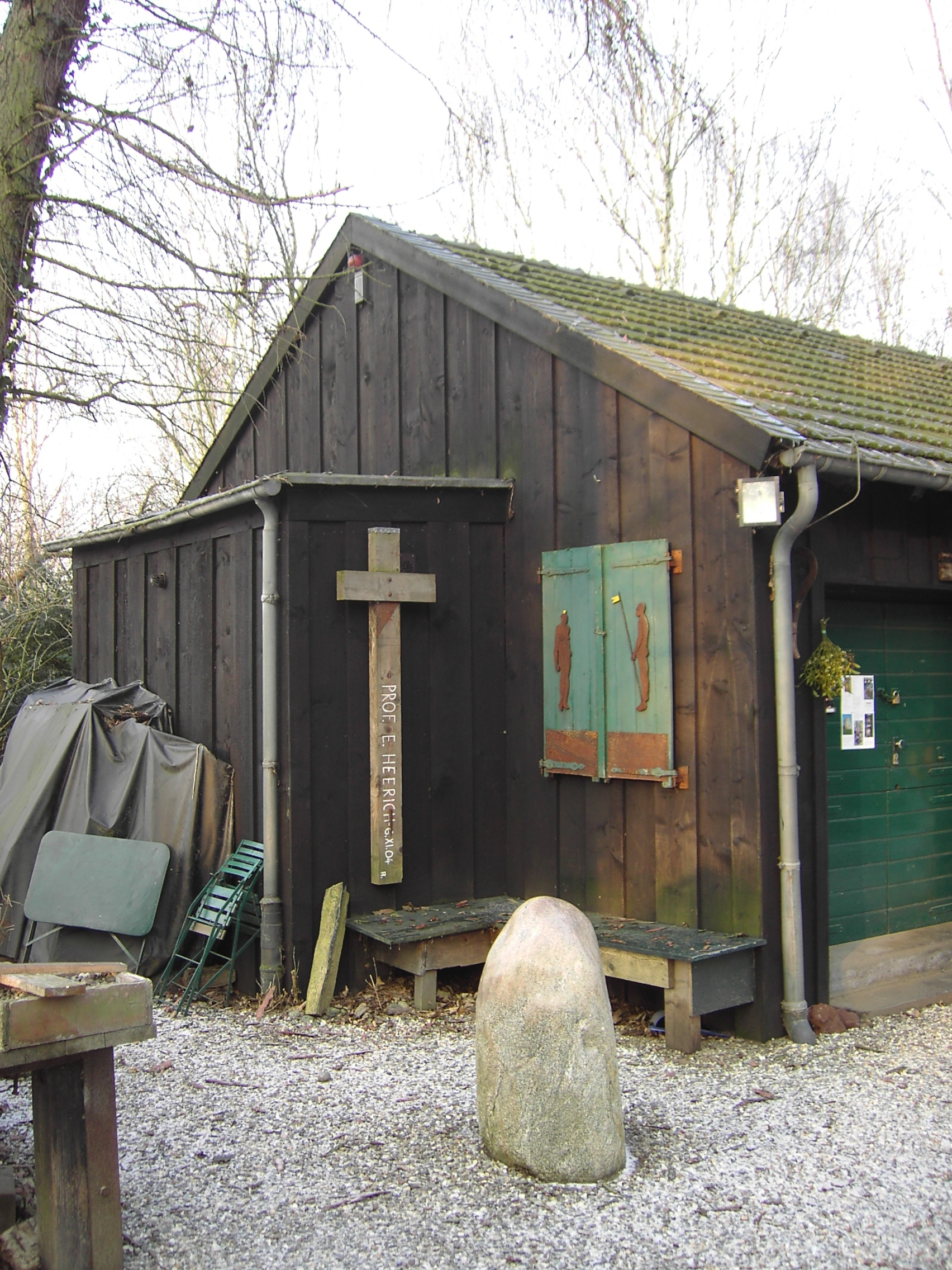
Anatols Werkstatt, Ausbau 1982, Museum Insel Hombroich, 2006

Anatol Herzfeld (in der Regel nur als Anatol auftretend), bürgerlich Karl-Heinz Herzfeld (* 21. Januar 1931 in Insterburg, Ostpreußen; † 10. Mai 2019 in Moers, Nordrhein-Westfalen), war ein in Neuss schaffender Bildhauer. Er arbeitete vorrangig mit Holz, Eisen und Stein. Seine Wirkungsstätte war die Stiftung Insel Hombroich.
Als Schüler des Düsseldorfer Künstlers Joseph Beuys orientierte sich Anatol eng an den künstlerischen Vorstellungen seines Lehrers. Insbesondere das Konzept des erweiterten Kunstbegriffs fand sich in einer besonderen Spiegelung auch bei Anatol wieder. Das Reden, das Erzählen von Geschichten und das einfache Arbeiten mit den bloßen Händen waren ein Schwerpunkt in Anatols Schaffen. Dabei nahm er insbesondere Bezug auf zeitaktuelle politische und gesellschaftliche Themen.

## Leben und Wirken
Anatol wurde als Karl-Heinz Herzfeld 1931 in Insterburg, Ostpreußen als uneheliches Kind einer sehr jungen Mutter geboren. Sie gab ihn in eine Pflegefamilie ab, wo er als Kind bibelfester Eltern aufwuchs. Sein Pflegevater, den er stets als seinen „Vater“ betrachtete, war überzeugter Sozialdemokrat. Gegen Ende des Zweiten Weltkriegs flüchtete die Familie vor den polnischen und sowjetischen Truppen nach Westdeutschland, weil die erhoffte „Befreiung“ ausblieb. Hier, im Rheingebiet, begann Karl-Heinz Herzfeld zunächst eine Lehre zum Schmied (Kunstschmied). Von 1953 bis 1991 wirkte er im Polizeidienst als Verkehrspolizist. Seine Tätigkeit als Beamter, die er vor allem mit einem Puppenspiel-Programm in Schulen verbrachte, ließ ihm Zeit für ein Studium.
Anatol selbst definierte sich über eine lose Liste von Berufen, Mitgliedschaften, Qualifikationen, Hobbys und Eigenschaften. Eine davon ist wie folgt überliefert:

„Anatol ist gelernter Hufschmied; deshalb / trägt er einen Hufnagel in seinem Hut. / Wenn er nach dem Beruf gefragt wird, / gibt er folgendes zu Protokoll: Bildhauer, / Maler, Zeichner, Puppenspieler, Schmied, / Geschichtenerzähler, Angler, Karikaturist, / Haudegen, Meisterschüler durch Beuys, / jetzt Meister, Mitbegründer der ‚Akademie / Oldenburg‘, Kneipenbruder, CDU-Mitglied, / Polizeibeamter.“

Hierin schwang nicht alleine Anatols Unwille mit, sich in Schubladen einordnen zu lassen, sondern ebenso sein bewusstes Spiel mit Journalisten und all jenen, die ihm mit Fragen an seine Person gegenübertraten. Nur selten beantwortete er eine Frage direkt; zumeist verpackte er die Antwort in umfangreiche Geschichten, bei denen er von einem Thema zum nächsten sprang und die oftmals eine stark autobiografische Note aufwiesen.

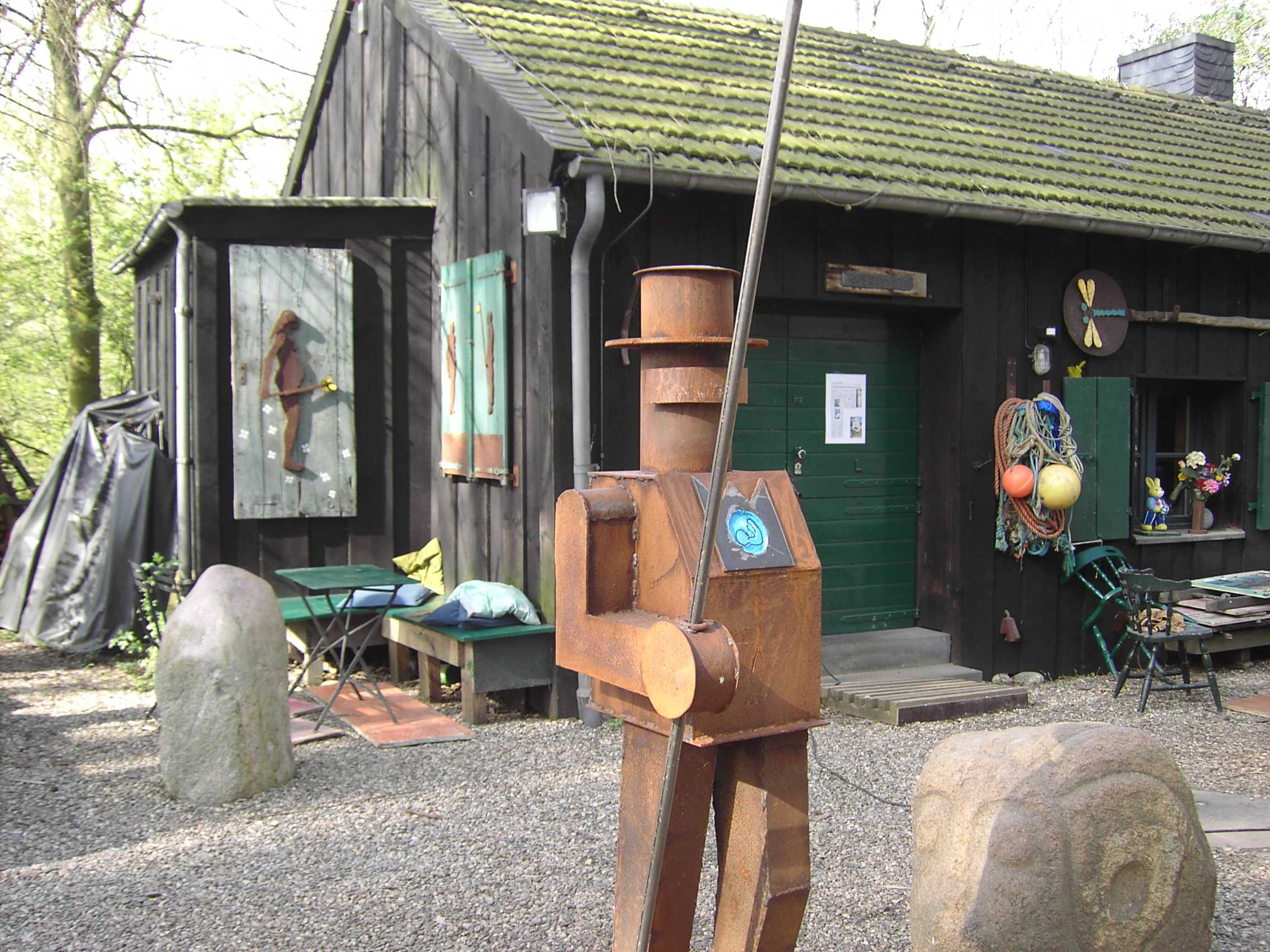
Wächter vor Anatols Haus, Museum Insel Hombroich

Über zwei Freunde, Norbert Tadeusz und Peter Heisterkamp (Blinky Palermo), kam er in Kontakt mit Joseph Beuys. Daraufhin studierte Anatol mit dem Schwerpunkt Bildhauerei zwischen 1964 und 1972 elf Semester an der Kunstakademie Düsseldorf bei Beuys. Um sich eine zweite Persönlichkeit als Künstler zuzulegen, nannte er sich Anatol, nach einer Figur aus Tolstois Krieg und Frieden. Anschließend studierte er vier weitere Semester bei Karl Wimmenauer (Architektur). Eigenen Angaben zufolge nahm Anatol das Studium bei Wimmenauer auf sich, um über das Bildhauerische hinaus ein näheres Verständnis für den Raum und seine Gestaltung zu bekommen.
Am 5. Dezember 1968 führte Anatol mit Beuys, Joachim Duckwitz, Ulrich Meister und Johannes Stüttgen das Drama Stahltisch/Handaktion (Eckenaktion) im Düsseldorfer Szenelokal Cream Cheese aus: Anatol, der einen von ihm entwickelten Stahltisch in der Mitte des Lokals positioniert hatte, saß in einer Ecke vor einem Schaltpult. In einer anderen Ecke stand Beuys. Am Stahltisch saßen auf Stahlstühlen die drei „Sprecher“ Duckwitz, Meister und Stüttgen, deren Handgelenke durch Stahlbügel an den Tisch geschnallt waren. Herzfeld steuerte mit dem Schaltpult ein Lichtsignal, das im Tisch eingebaut war. Grün bedeutete dabei, dass die angeschnallten Akteure sprechen sollten, bei Rot sollten sie schweigen. Joseph Beuys führte währenddessen in seiner Ecke Handbewegungen aus.
1971 veranstaltete Anatol für seinen Lehrer Beuys eine symbolische Geburts-Aktion vor der Kunsthalle Düsseldorf, bei der er mit Unterstützung von Beuys und dessen Jugendfreund, dem Dichter Adam Rainer Lynen, aus einem Riesenkokon herausschlüpfte.
Nachdem Joseph Beuys durch den damaligen Wissenschaftsminister Johannes Rau entlassen worden war, wollte Anatol etwas „machen, das auch die Leute aufmerksam macht, die nicht die genauen Zusammenhänge kennen. Wie das ist, wenn man einen guten Lehrer aus einer wichtigen Position drängt.“ Anatol besorgte einen 30 Meter langen Pappelstamm, den er mit Helfern im September 1973 auf der Terrasse der Kunsthalle Düsseldorf bearbeitete. Es entstand so der Einbaum Das Blaue Wunder. Damit überquerte Anatol am 20. Oktober 1973 mit Joseph Beuys und weiteren freiwilligen Helfern den Rhein. Die Fahrt startete am Ufer des Stadtteils Oberkassel und endete an der gegenüberliegenden Seite, auf Höhe der Kunstakademie. Von dort ging es in die Kneipe Ohme Jupp, eines der Stammlokale der damaligen Düsseldorfer Kunstszene. In dem wenige Meter von der Kunstakademie entfernt liegenden Lokal an der Ratinger Straße wurde dann zusammen mit der „Heimholung des Joseph Beuys“ auch die (inoffizielle) 200-Jahr-Feier der Kunstakademie zelebriert. Die Presse, die die Aktion begleitet hatte, erzeugte ein großes Medienecho. Die „Heimholung“, die „als mythenumwobene Fluxus-Aktion in die deutsche Kunstgeschichte eingegangen“ ist, erfolgte nicht zurück in den Schoß der Kunstakademie, sondern zurück in die Gemeinschaft der Kunststudierenden. Heribert Brinkmann spricht in diesem Zusammenhang von einer „Gegendemonstration“. Die Kunstakademie kam erst ins Spiel, als dort in Raum 20, der Beuys-Klasse, am 22. Oktober 1973 ab 15 Uhr ein Ringgespräch in einem von Anatol gefertigten Holzring stattfand.
In einem von Anatol handgeschriebenen und vervielfältigten Ankündigungsflyer für die Aktion liest man zur „Heimholung“:

„Das blaue Wunder fährt am 20. X. 1973 / über den Rhein. Am 20. X. 1973, gegen / 1500 Uhr von links Rheinkniebrücke – / Ankunft Schloßturm. Dann 24 Stunden / 200 Jahre Kunstakademie Düsseldorf im / ‚Ohme Jupp‘ Ratinger Straße. / Sie sind herzlich eingeladen / Ihr Anatol“

Die Arbeitszeit „Das Blaue Wunder“ zählt zu jenen Aktionen Anatols, in denen sich seine enge Verbundenheit mit seinem Lehrer Joseph Beuys zeigte.

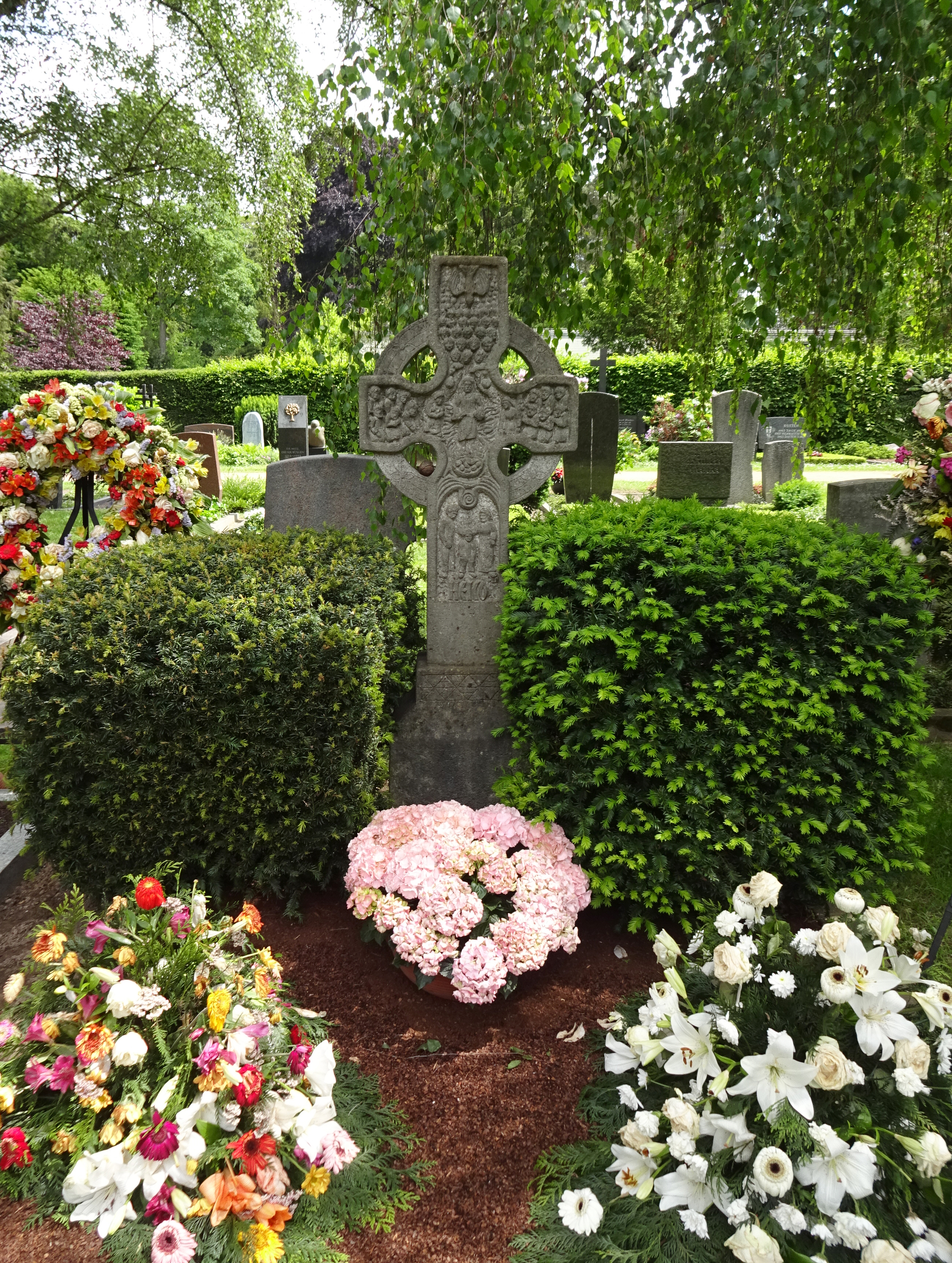
Grab von Anatol und Heico Herzfeld, Nordfriedhof Düsseldorf (2019)

Im Oktober 1975 gründete Anatol, in Anlehnung an die durch Beuys gegründete Freie Internationale Universität, die Freie Akademie Oldenburg mit. Von 1979 bis 1981 hatte er einen Lehrauftrag an der Staatlichen Kunstakademie Düsseldorf. Bis zu seiner Pensionierung arbeitete er hauptberuflich als Polizeibeamter in Düsseldorf. Seit den frühen 1980er Jahren war Anatol auf dem Gelände der Museums Insel Hombroich tätig. Hier wurde nach seinen Vorgaben ein nach dem Vorbild osteuropäischer Bauernhäuser angelegtes Wohn- und Arbeitshaus errichtet. Das gesamte Areal um dieses Gebäude war mitsamt der auf ihm befindlichen Arbeiten Eigentum Anatols. Testamentarisch wurde festgehalten, dass das Areal mit seinem Tod in den Besitz der Stiftung Insel Hombroich übergeht und dieses so zu belassen ist, wie es zum Zeitpunkt des Todes bestand.
Anatol Herzfeld war verheiratet mit Erdmute (Misi) Herzfeld. Seines Sohns Heico, der 1976 bei einem Motorradunfall 17-jährig starb, gedachte Anatol, indem er seine Arbeiten fortan – bis weit in die 1980er Jahre hinein – mit „ANATOL-HEICO“ signierte. Er verstarb im Kreis seiner Familie und Freunden in Moers und wurde im Mai 2019 auf dem Nordfriedhof Düsseldorf beerdigt.

## Künstlerische Tätigkeit

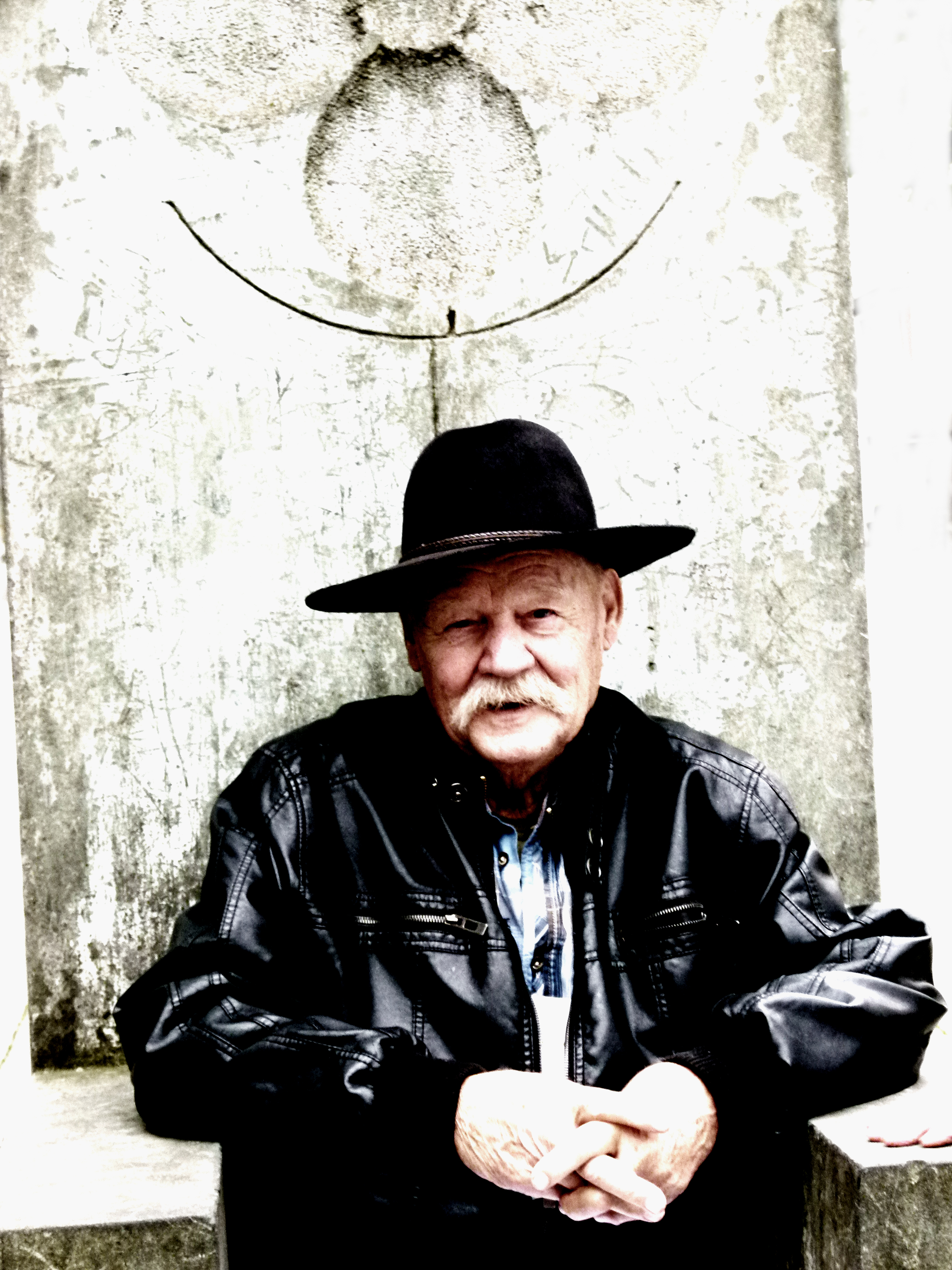
Anatol 2014, sitzend auf seinem Stuhl der Kreuzblume – ein Thron für die Natur (1985), Remscheid, Alleestraße

Anatols Œuvre reicht von Zeichnungen über Radierungen, Malerei, bis hin zu Multiples, sogenannten Bretterbildern und skulpturalen Arbeiten (Plastiken) aus den unterschiedlichsten Materialien. Das Repertoire an Formen wandelte sich über die Jahre, was in erster Linie an den Großplastiken ersichtlich ist.
Bevorzugte Materialien waren Stein, Holz und Stahl, wobei Holzplastiken vor allem vor 1990 erstellt wurden, was sich ab etwa diesem Zeitpunkt zugunsten von Stahlarbeiten wandelte. Zunächst finden sich im Werk von Anatol viele ‚benutzbare‘ Arbeiten, wie Stühle und Tische. Später dominierten seine Wächter die künstlerische Produktion.

### Arbeitszeit
Durch seine Aktion Königsstuhl, eine Tonne Stahl (1969) im Museum Mönchengladbach prägte Anatol den Begriff der Arbeitszeit. Anlässlich der documenta 5 1972 trat er zusammen mit dem befreundeten Künstler Bertram Weigel unter diesem Titel auf.
Im Katalog zur documenta 5 in Kassel wurde ein von Anatol verfasster, manifestartiger Text publiziert, der die Arbeitszeit erstmals begrifflich fassen sollte. Dort heißt es:

„ARBEITSZEIT // Schaut ein Mensch auf einen arbeitenden Menschen, tut er dieses / gezielt und bewußt, so nimmt er einen tiefen Kontakt auf. / Er wird zum Mitarbeiter // zum Mitmenschen // er ist gefangen. // Warum verstecken sich viele Former (Künstler), sind sie wie / Zauberer? Ich meine nicht den guten, wichtigen Zauberer des / frühen Menschen, nein, die späteren, die uns immer so schöne / Stunden des Einlullens schenken! Zeigt Euch mal, kommt heraus / aus den Deuterbuden! // Ist es nicht eine Gemeinheit an dem heutigen, oft verplanten / Menschen, ihm das Bilderlebnis einer entstehenden Form, gleich / welcher Art, vorzuenthalten. // Bei mir darf jeder Mensch dabeisein, ja, sogar anfassen. / Wer gut zeichnen kann, kann und darf auch Zeichen geben. // Arbeit ist Kunst // Kunst ist Arbeit // Das sind die kleinen Gedanken zur Arbeitszeit. // Düsseldorf, den 16. Februar 1972“

In der Folgezeit veränderte sich sein Begriff der Arbeitszeit in einigen Eckpunkten, ohne dass dies explizit in einem neuen theoretischen Text niedergeschrieben wurde.
Die Idee leitete sich von Beuys’ Forderung der Zusammenführung von Kunst und Leben ab. Wo Beuys jedoch in starkem Maße Theoretiker und Metaphysiker war, auch mit einem Hang zur Selbstinszenierung, blieb Anatol der bodenständige Arbeiter. Die Vorstellung des schaffenden, kreativen Menschen, die weitgehend der künstlerischen Vorstellung von Beuys entsprach, trieb Anatol an, Kunst und Arbeit gleichzusetzen:
„Kunst = Arbeit und Arbeit = Kunst“. Das Wirken sei somit über einen definierten Zeitraum (Arbeitszeit) bereits im Prozess (plastischer Prozess) als Kunst zu erachten. Darüber hinaus ließe sich dies nach Anatol auch auf den Alltag und sogar herkömmliche Arbeiten oder Dienste ausweiten. Polizeidienst war für ihn daher ebenfalls Kunst. Seine tägliche Arbeitszeit überstieg folglich oftmals die regulären 8 Stunden. Nicht selten arbeitete er 12 oder 24 Stunden durch. Sein Konzept der Arbeit beinhaltete damit auch das Merkmal der körperlichen Anstrengung. Gewöhnliche Arbeit und Kunstschaffen setzte er darin gleich.

Explizit begriff Anatol die Arbeitszeit als Erweiterung oder Alternative zu den Begriffen der Aktion, des Happenings oder der Performance. In diesen Kunstbegriff schloss er die Beteiligung des Betrachters mit ein. Als integrativer Bestandteil der Arbeitszeit kann der Betrachter selbst „Zeichen geben“, sich also am Werkprozess beteiligen. Erst im Zusammenspiel von Produktion und Rezeption ergibt sich nach Anatols Verständnis der eigentliche Gegenstand seiner Kunst.
In direktem Zusammenhang damit steht die im Text aufscheinende Forderung Anatols an die Künstler, aus dem Privaten der Ateliers herauszutreten und sich der Öffentlichkeit zu präsentieren. In Konsequenz seiner eigenen Forderung begann Anatol in immer stärkerem Maße, seine eigene Kunst, sein Kunstschaffen, in der Öffentlichkeit zur Diskussion zu stellen. Kunstwerke wurden von ihm in aller Öffentlichkeit produziert, also im Werkprozess ausgestellt. Der Betrachter erhielt dabei die Möglichkeit, in einen Dialog mit Anatol einzutreten. Zudem wurden und werden zu zahlreichen Arbeitszeiten Anatols gezielt Pressevertreter eingeladen, wodurch viele Aktionen in Bild, Text, Film und Video festgehalten sind.

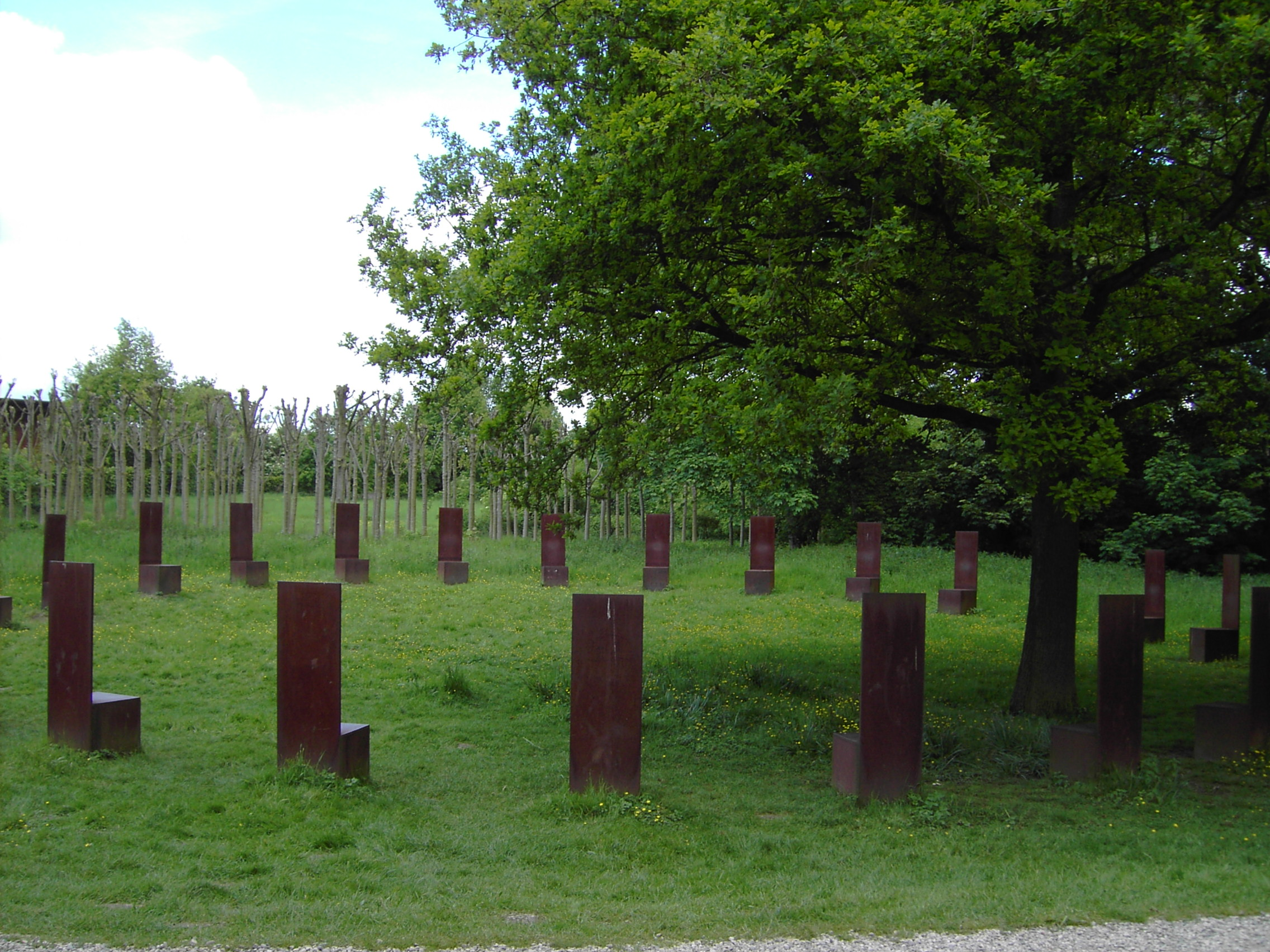
Das Parlament (1991), Museum Insel Hombroich
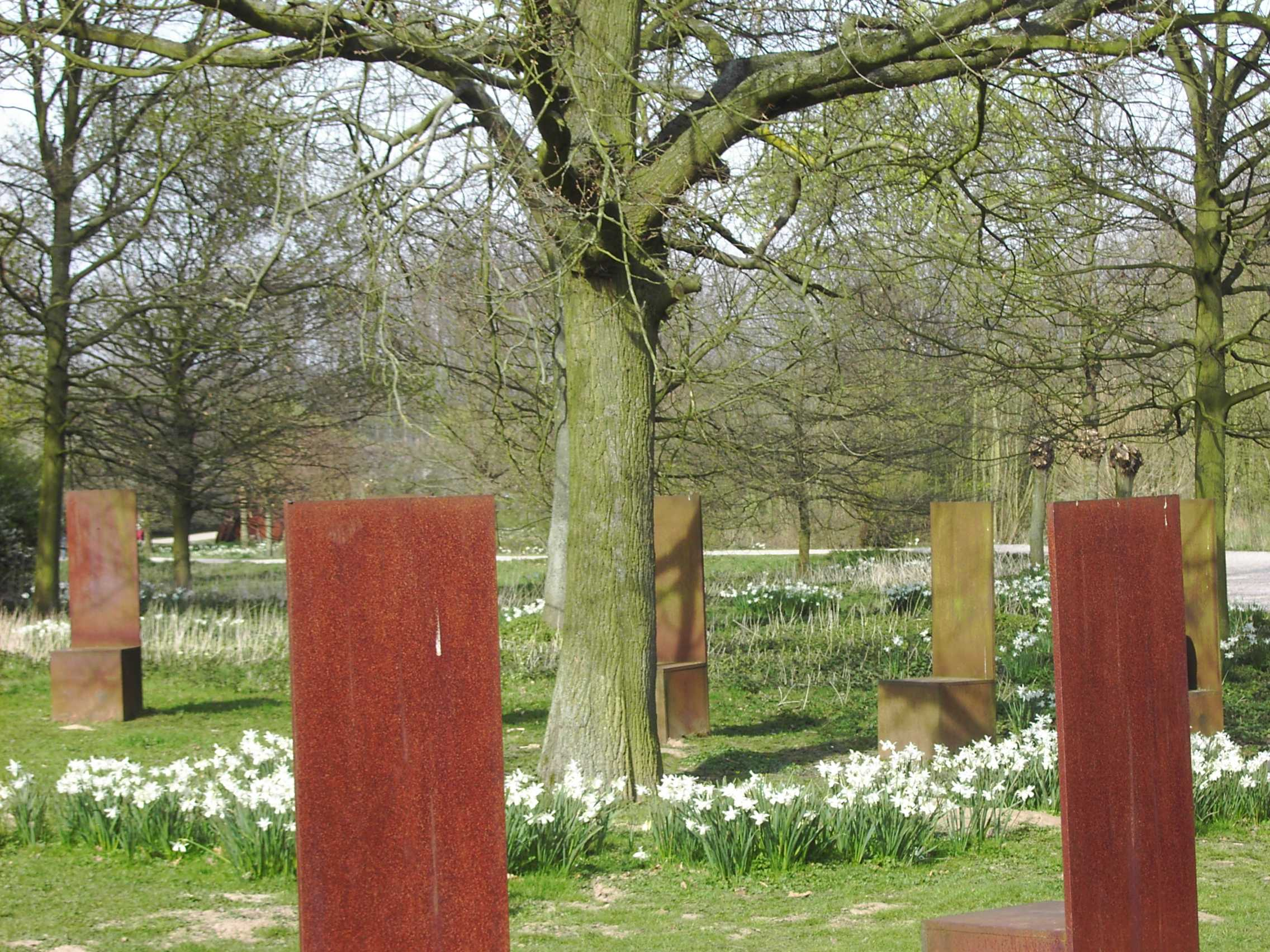
Das Parlament (1991), Museum Insel Hombroich
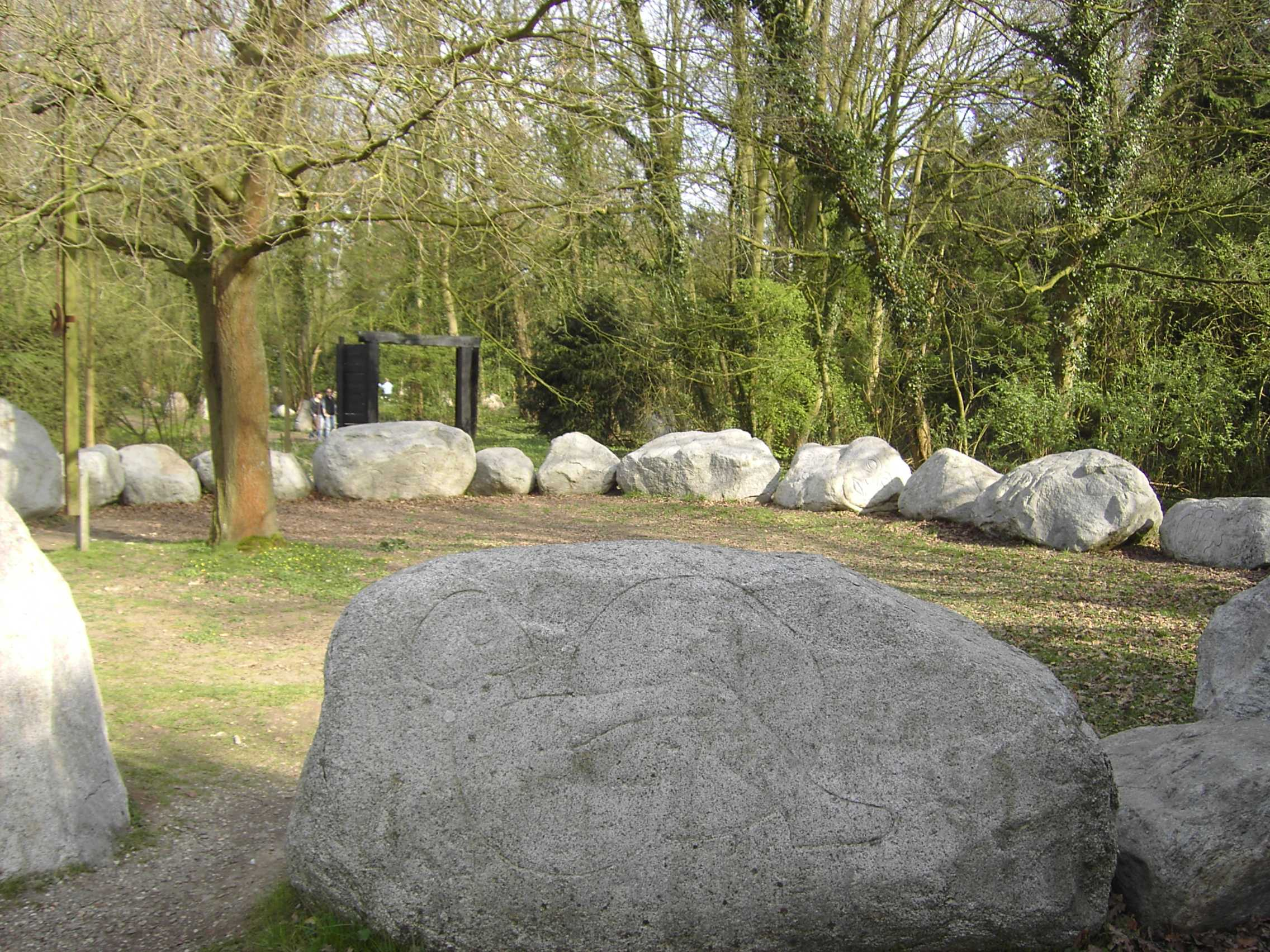
Arbeitszeit Kirche (1988), Museum Insel Hombroich
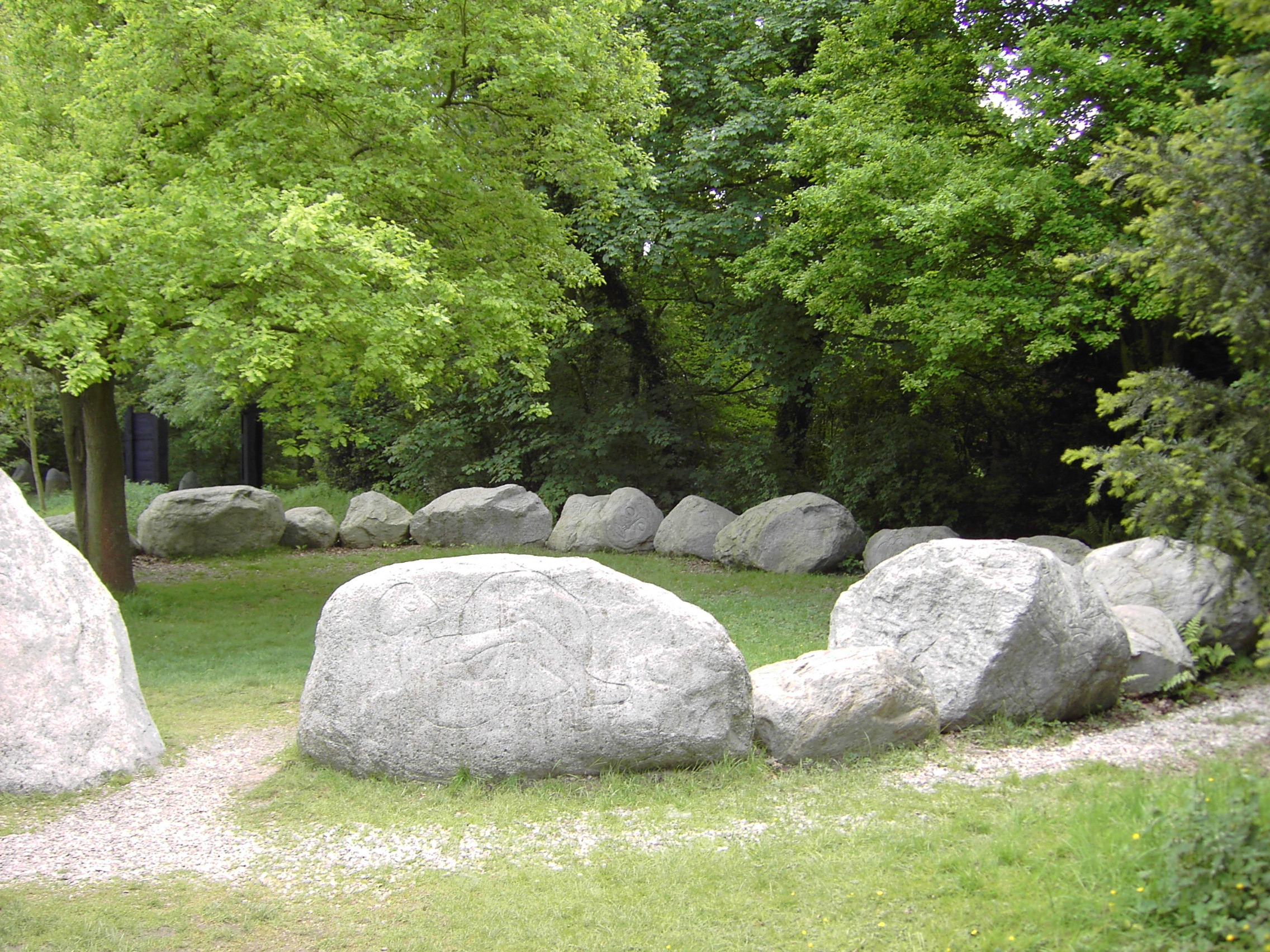
Arbeitszeit Kirche (1988), Museum Insel Hombroich

### Freie Akademie Oldenburg
Anatols Konzept der Gründung einer Freien Akademie Oldenburg durchlief mehrere Stadien. Zu Beginn stand seine Ausstellung Besuch bei Tante Olga in Dangast, die vom 14. Februar 1975 bis zum 2. März 1975 im Oldenburger Kunstverein stattfand. In der Gaststätte Theilen, nahe bei Varel in Friesland, fertigte Anatol im Februar desselben Jahres eine Zeichnung als Gründungsurkunde an, die er selbst und der Oldenburger Bildhauer Eckart Grenzer als die Gründer der „Moorakademie“ unterzeichneten. Nach einer anderen Quelle waren Anatol, Ummo Francksen, Vorsitzender des Oldenburger Kunstvereins, Don Lenzen aus Düsseldorf und Eckart Grenzer die Gründer. Die Bezeichnung „Akademie Oldenburg“ wurde kurz darauf angenommen und hatte bis etwa Oktober 1976 als zweiter Name Bestand. Anschließend wurde die „Akademie“ auf Beuys’ Initiative in Freie Akademie Oldenburg umbenannt, da er im Konzept viele Parallelen zu seiner Freien Internationalen Universität erkannt hatte. Später wurde noch ein „Grundstein“ gefertigt, der vor dem Kurhaus in Dangast in den Grund des Jadebusens gesetzt wurde.
Die Freie Akademie Oldenburg besitzt weder Räumlichkeiten noch eine Verwaltung. Sie wurde auch nie mit dem Ziel erdacht, jemals Gebäude oder andere feste Strukturen zu bekommen. Vielmehr soll sie nichts weiter als die Vorstellung einer künstlerischen Tätigkeit sein. Anatol sagte dazu, dass jeder frei sei, eine Aktion im Namen der Freien Akademie Oldenburg durchzuführen. Während das Anatolsche Konzept einer Kunstakademie somit durch die Merkmale der Immaterialität und der Fiktion gekennzeichnet ist, hatte Beuys eine reale Umstrukturierung des Ausbildungswesens an Kunstakademien gefordert. Aufgrund des Widerstandes der nordrhein-westfälischen Landesregierung gegen seine Vorstellungen einer Veränderung der akademischen Ausbildung von Künstlern startete Beuys darüber hinaus politische Initiativen, etwa das Projekt der Deutschen Studentenpartei, und gründete eine Freie Internationale Universität (FIU), an der in eigenen Gebäuden nach dem Beuys’schen Konzept gelehrt werden sollte. Sein Konzeption ähnelte dabei dem staatlichen Hochschulsystem, auch ein staatlich anerkannter Abschluss sollte ermöglicht werden. Anatols Freie Akademie Oldenburg bezweckte hingegen keinerlei staatliche Anerkennung – von jeglichem Ballast, etwa Gebäuden, Verwaltung und förmlichen Abschlüssen, ist sie befreit.

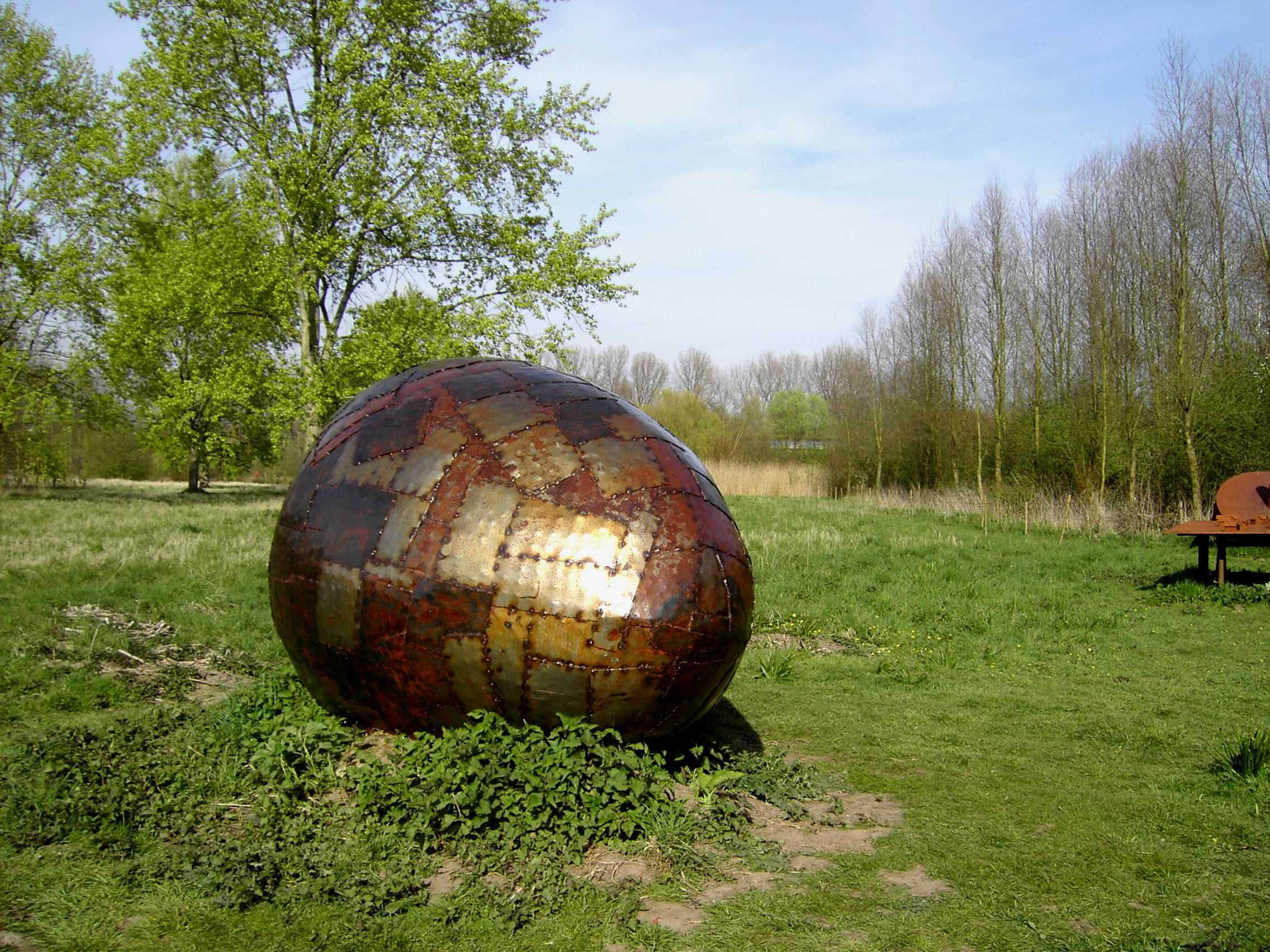
Osterei (2006), Museum Insel Hombroich
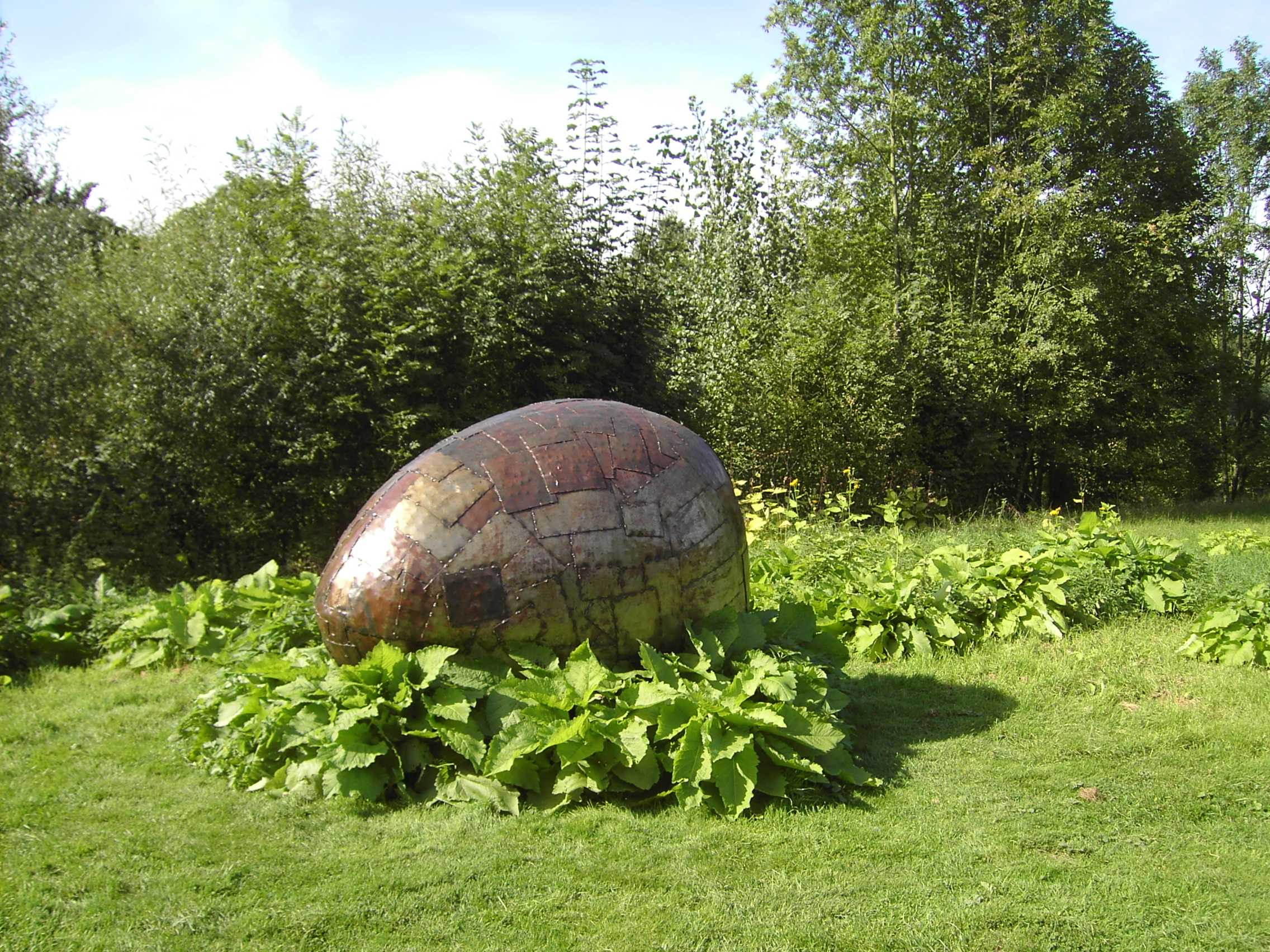
Osterei im Frühling, Museum Insel Hombroich
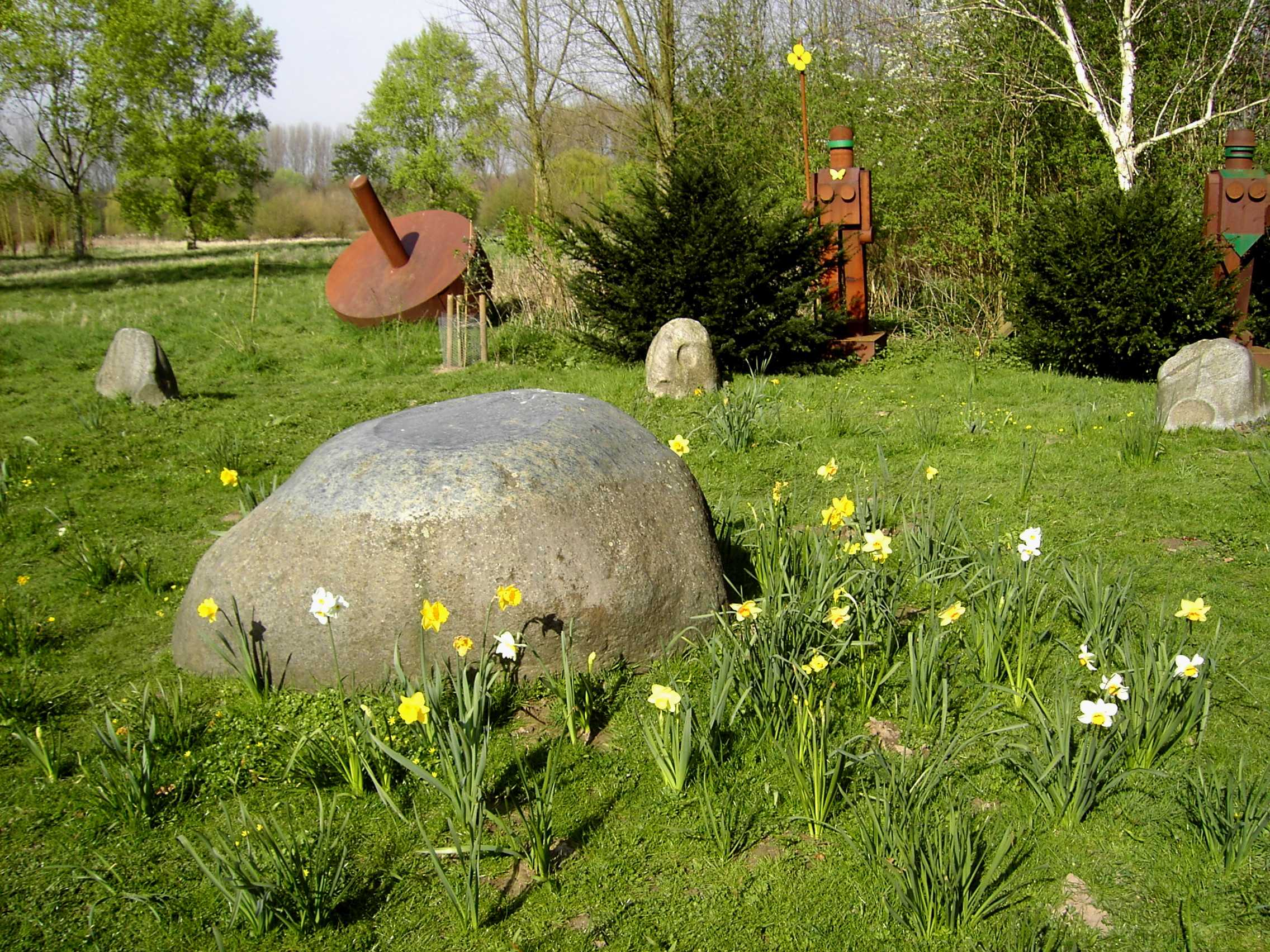
Anatols Arbeiten in Hombroich
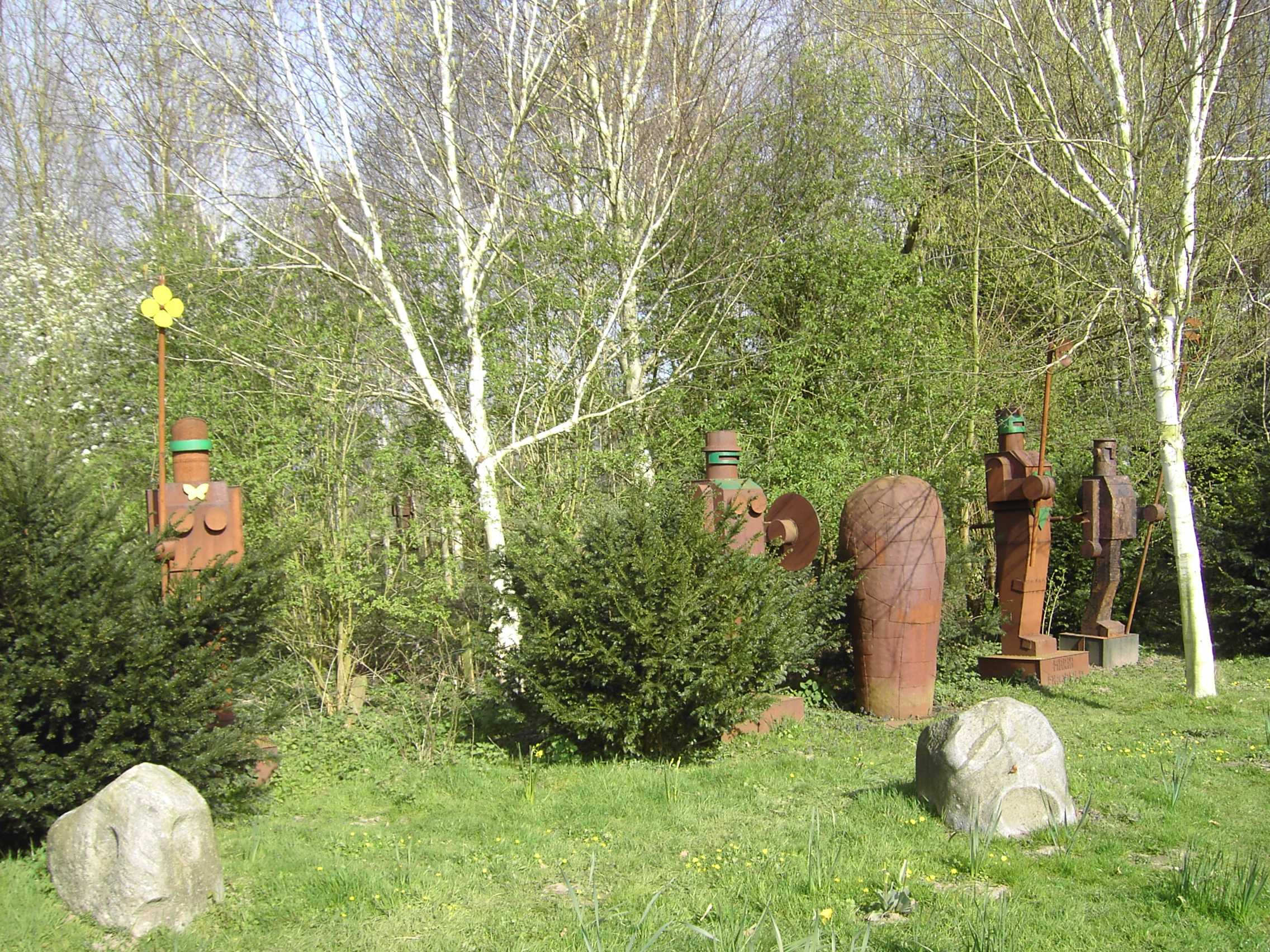
Anatols Arbeiten in Hombroich

## Auszeichnungen/Preise/Ehrungen
- 1991: Verdienstorden der Bundesrepublik Deutschland
- 1992: Lovis-Corinth-Preis
- 1996: Adjunct Professor of Fine Art, University of South Dakota, Vermillion (Honorar-Professor)[27]
- 1996: Ehrenbürgerschaft des Staates South Dakota[28]
- 2011: Beförderung zum Polizei-Oberrat h. c., Düsseldorf[29]

## Ausstellungen (Auswahl)
- 1972: Galerie Schmela, Düsseldorf
- 1972: documenta 5, Museum Fridericianum, Kassel
- 1974: Galerie Thomas, München
- 1976: „mit-, neben-, gegen“ Beuys und seine Klasse, Frankfurter Kunstverein, Frankfurt[30]
- 1977: documenta 6, Museum Fridericianum, Kassel
- 1978: Galerie Schmela, Düsseldorf
- 1979: Osthaus Museum Hagen, Hagen
- 1982: documenta 7, Karlsaue, Kassel
- 1983: Nationalgalerie Berlin, Berlin
- 1985: Kunstverein für die Rheinlande und Westfalen, Düsseldorf
- 1987: Kunstverein Bochum, Bochum
- 1989: Germanisches Nationalmuseum, Nürnberg
- 1992: Wilhelm-Hack-Museum, Ludwigshafen
- 2002: Städtische Galerie im Park Viersen, Viersen
- 2005: Joseph-Beuys-Schule in Neuss, drei Findlinge Danke Professor Beuys
- 2011: Anatol Herzfeld – Künstler und Schutzmann, Ausstellung zum 80sten Geburtstag, Polizeipräsidium Düsseldorf, Düsseldorf
- 2011: Ausstellung zum 80sten Geburtstag im Museum Bochum, Bochum
- 2014: „Anatol. Arbeiten aus der Sammlung Gertz“, Museum Ratingen, Ratingen[31]
- 2020: Anatol / Aktionist handlung. demonstration. provokation, Ausstellungshallen Weltkunstzimmer, Düsseldorf

## Arbeiten im öffentlichen Raum

### Arbeiten in Deutschland

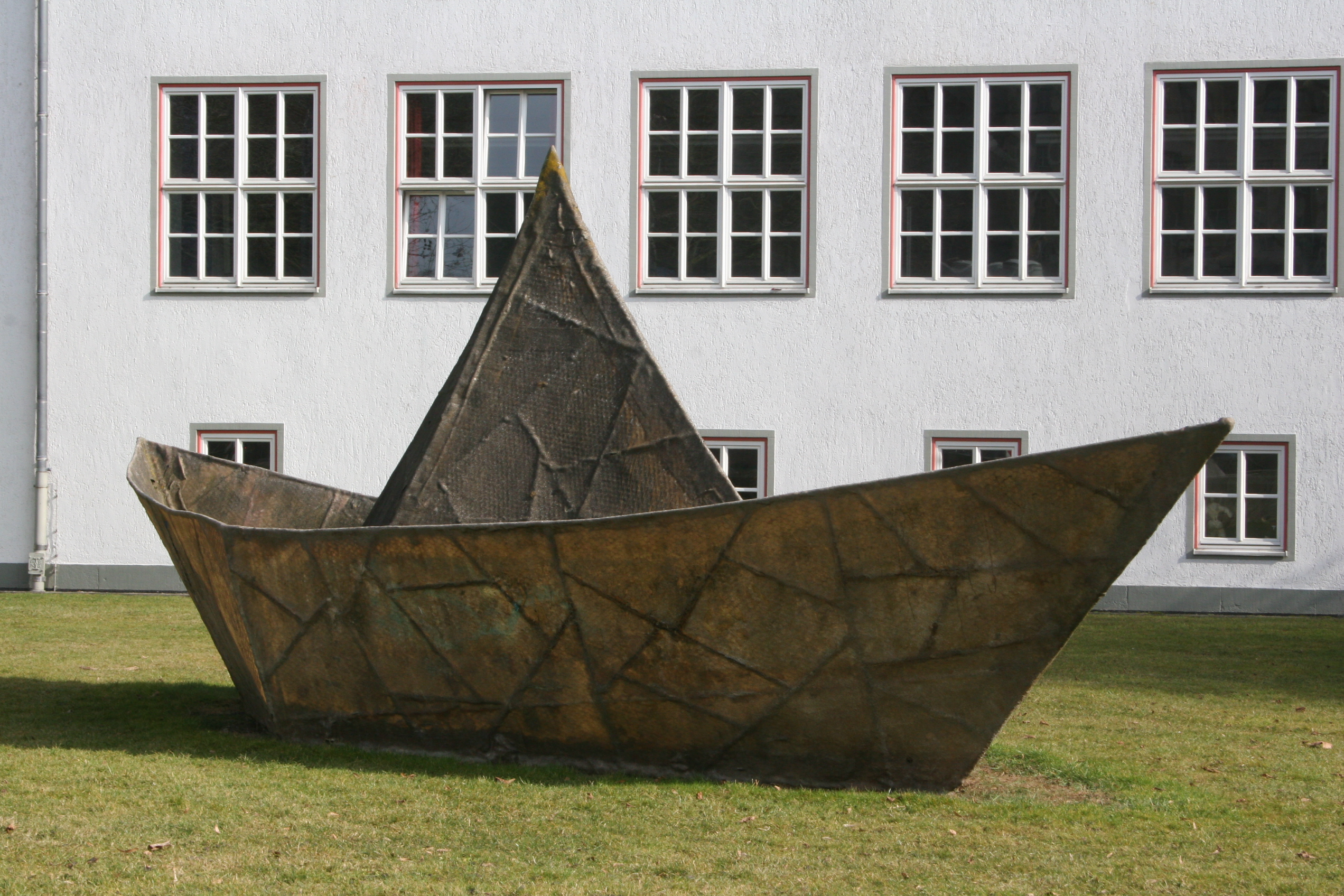
Traumschiff Tante Olga, 1977

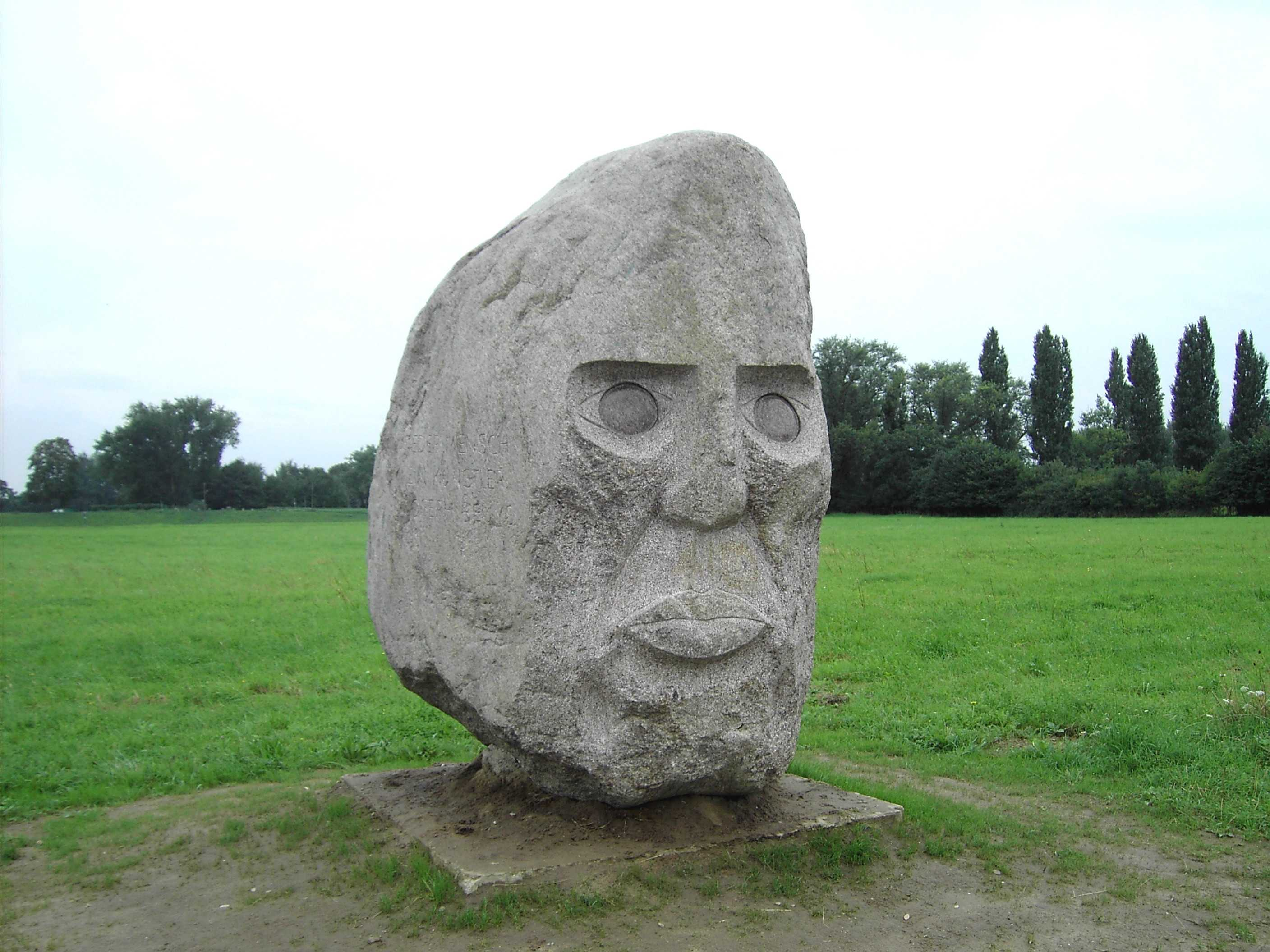
Kopf Joseph Beuys, 2008, in Meerbusch-Büderich: Den ursprünglich als Aufstellungsort gewählten Ort am linken Rheinufer in Düsseldorf-Oberkassel, von wo aus Anatol am 20. Oktober 1973 den auf der Terrasse der Kunsthalle Düsseldorf gefertigten Einbaum namens Das Blaue Wunder dazu genutzt hatte, die Aktion Heimholung des Joseph Beuys in Form einer Überfahrt über den Rhein auf das rechtsrheinische Altstadtufer in Höhe der Kunstakademie Düsseldorf als Protest gegen die Entlassung seines Lehrers durch den damaligen Wissenschaftsminister Johannes Rau durchzuführen, hatte der Kulturausschuss der Stadt Düsseldorf im Jahr 2008 abgelehnt.

- Königsstuhl (1969), Stahlstuhl im Abteigarten, Mönchengladbach, aufgestellt 1982
- Das Blaue Wunder (1973), blau gestrichener Einbaum aus Pappelholz zur Durchführung der Performance Heimholung des Joseph Beuys
- Die Jade (1975), Dangast, Jadebusen, Bleiplatten, farbig gefasst (Diese Plastik wurde infolge von Eisgang unrettbar beschädigt)
- Traumschiff Tante Olga (1977), Kassel, zur documenta 6 in der Karlsaue aufgestellt, heute vor der Heinrich-Schütz-Schule
- Die Neue Jade (1979), Dangast, Kunststoff (Diese Version ersetzte die beschädigte Arbeit Die Jade)
- Ringgespräch (1980), auf dem Gelände der ehemaligen Kartause-Hain-Schule an der Borbecker Straße, Düsseldorf-Unterrath
- Hören, Sehen, Sprechen (1985), Felsgestein, auf dem Campus der Robert Schumann Hochschule Düsseldorf vor dem Partika-Saal
- Stuhl der Kreuzblume ein Thron für die Natur (1985), Remscheid, Alleestraße
- Eisentafel „Vor dem Gesetz sind alle Menschen gleich“ (1985), überdeckt den steinernen Reichsadler mit Hakenkreuz an der Fassade des Polizeipräsidiums Düsseldorf
- sog. Die Schule (1986), Gedenkstein für den chinesischen Lehrer Cha Fu, Stein aus dem Maggia-Tal umstellt von nordischen Findlingen, Museum Insel Hombroich, Neuss[33]
- Die Kirche (1988), 30 Findlinge, Museum Insel Hombroich, Neuss
- Der Schütze (1990), Neuss-Holzheim am Schützen- und Ständebaum
- Triptychon (gefesselter Jesu, eingerahmt v. s. Anklägern, Pilatus und Kaiphas), 1991, Krypta in der Kirche St. Agnes, Köln
- Das Parlament (1991), 27 Stahlstühle, Museum Insel Hombroich, Neuss
- Eisenmänner/Wächter (1993), 9 Stahlplastiken, Museum Insel Hombroich, Neuss
- Eisenmänner/Kybernetiker (1996[34]), 12 Stahlplastiken, IFM-GEOMAR, Kiel-Wellingdorf (Ostufer in der Schwentinemündung)
- Marktredwitz-Tor (1999), Marktredwitz, Engerland-Platz
- Die Wächter der Goitzsche (2000), Bitterfeld, Goitzsche, 10 Eisenmänner, 2,10 m groß, um einen großen Findling,
- Gottsucher (2001), Besinnungsort Gott/Transzendenz Besinnungsweg Fellbach
- Die Wächter der Kinder (2002), Viersen
- Partnerschaftsstein Calau-Viersen (2003), Calau[35]
- Kopf Joseph Beuys (2008), Rheindeich Meerbusch-Büderich,
- Der Wächter (2010/2011), Skulptur in Selm-Bork, Gedenkstätte für NRW-Polizisten, die im Dienst umgekommen sind; errichtet 2011.

### Arbeiten im Ausland
- Ur-Haus (2004), Südkorea, Busan[36]
- Heilkunst (2005), Österreich, Graz[37]
- Demokratie, Suriname, Paramaribo, Gebäude der Nationalversammlung[38][39][40]